# Isolation (chanson)
Pour les articles homonymes, voir Isolation.
Singles de Alter Bridge
Before Tomorrow Comes
(2008) I Know It Hurts
(2011)
Isolation est le septième single du groupe Alter Bridge sorti en 2010.

## Liste des chansons
| No | Titre                     | Durée |
| -- | ------------------------- | ----- |
| 1. | Isolation (version album) | 4:13  |